# Bob Welch
Robert Lawrence Bob Welch, Jr. (Los Ángeles, 31 de agosto de 1945 - Nashville, 7 de junio de 2012) fue un músico estadounidense. Fue miembro de Fleetwood Mac. Welch tuvo una breve carrera de éxitos en solitario a finales de los setenta. Sus discos sencillos incluyeron los temas «Hot Love, Cold World», «Ebony Eyes», «Precious Love», y «Sentimental Lady».

## Primeros años
Welch nació en Los Ángeles (California), y creció en Beverly Hills. Su padre era el productor de películas y guionista Robert L. Welch, y trabajó para Paramount Pictures en los años cuarenta y cincuenta, produciendo películas protagonizadas por Bob Hope o Bing Crosby. También trabajó como productor de televisión y fue responsable de la serie The Thin Man en 1958 y 1959.
La madre de Bob era la cantante y actriz Templeton Fox. Participó en películas y series de televisión entre 1962 y 1979.
De niño Welch aprendió a tocar el clarinete y cambió a la guitarra en su adolescencia. Le regalaron su primera guitarra a los 8 años. El joven Welch se interesó por el jazz, rhythm and blues, y el rock.
Después de graduarse en la escuela superior evitó ir a la Georgetown University, donde había sido aceptado, para ir a París y estudiar en la Universidad de la Sorbona.
En una entrevista a la revista People (de 1979) Welch afirmó: «La mayor parte del tiempo la pasé fumando hachís con barbudos 5 años mayores que yo». Pasó más tiempo sentado en el café Les Deux Magots que acudiendo a clase y finalmente retornó a California, donde estudió francés en la UCLA.
Abandonó la universidad de UCLA antes de graduarse y en 1964 se unió como guitarrista al grupo vocal interracial The Seven Souls.
En la banda ocupó el lugar de Ray Tusken, un guitarrista que llegó a ser vicepresidente de A&R para Capitol Records.
La composición inicial de The Seven Souls incluía al vocalista Ivory Hudson, al saxo y cantante Henry Moore, al baterista Ron Edge y al bajo Billy Diez. Los componentes posteriores Bobby Watson y Tony Maiden más tarde formaron la banda funk Rufus con Chaka Khan.
En 1967, el lanzamiento de I'm No Stranger / I Still Love You (OKeh 7289) no tuvo repercusión. Sin embargo, la cara B contenía «I Still Love You», que se convirtió en un himno del northern soul.
Los componentes de The Seven Souls se separaron en 1969.
Welch volvió a París y formó el trío Head West que no tuvo éxito.

## Fleetwood Mac
Bob Welch participó en bandas marginales hasta 1971, cuando fue invitado a unirse a Fleetwood Mac, que en unos meses había perdido a dos de sus tres miembros principales: Peter Green y Jeremy Spencer.
Junto con la recién llegada teclista y vocalista Christine McVie y su marido el bajo John McVie, Bob cambió el rumbo de la banda hacia una línea más melódica en 1972 después de que la abandonara el guitarrista/compositor/cantante Danny Kirwan.

### Evolución de la banda
En el verano de 1971 los miembros de Fleetwood Mac hicieron audiciones para un guitarrista que sustituyera a Spencer. Judy Wong era amiga de la banda y a veces les hacía de secretaria. Judy recomendó a su amigo del instituto Bob Welch que estaba viviendo en París por entonces.
La banda se reunió con Welch y decidió contratarle como apoyo al guitarrista principal Danny Kirwan. Creían que teniendo a un americano en la banda podrían tener más atractivo en los Estados Unidos.
Welch fue a vivir en la casa comunitaria de la banda, una mansión llamada Benifold, que estaba en Hampshire.
Usando equipos portátiles la banda grabó 4 álbumes en Benifold: Future Games, Bare Trees, Penguin y Mystery to Me.
En septiembre de 1971 la banda lanzó el primer álbum de Fleetwood Mac con Bob Welch. Era Future Games y la canción del título estaba escrita por Welch. Este álbum era radicalmente diferente a todo lo que habían hecho hasta entonces. La elección de Welch parecía estar pagando créditos porque muchos seguidores americanos se estaban interesando por la banda.
En 1972, seis meses después, la banda lanzó el álbum Bare Trees, que contenía la canción de Welch Sentimental Lady. Esta canción sería un éxito mayor cuando la regrabó para su álbum en solitario French Kiss, donde tuvo la colaboración de Mick Fleetwood, Christine McVie, y Lindsey Buckingham.

### Fricciones
La banda se llevaba bien en el estudio, pero sus giras eran problemáticas.
Danny Kirwan tenía dependencia del alcohol.
En la gira americana de agosto de 1972 Kirwan abandonó el escenario después de discutir violentamente con Welch.
Antes de un concierto en la gira estadounidense de 1972 Kirwan y Welch se pelearon por la afinación de los instrumentos y Kirwan destrozó su guitarra y se negó a subir al escenario.
Se lastimó al golpearse la cabeza contra la pared y volvió a la cabina de sonido donde presenció el concierto en el que la banda trató de cubrir su ausencia. Después del fiasco de concierto criticó a la banda.
Mick Fleetwood despidió a Kirwan en parte por recomendación de Welch. Entonces la dirección artística de la banda quedó en manos de Bob Welch y Christine McVie.

### Desafíos
Los siguientes dos años y medio lanzaron 3 álbumes cambiando músicos, pero manteniendo un núcleo con Mick Fleetwood, Christine McVie, John McVie y Bob Welch.
Kirwan fue sustituido por Savoy Brown, Dave Walker y Bob Weston.
Tanto Walker y Weston aparecieron en el álbum Penguin, lanzado en enero de 1973 y que llegó al número 49 en el «Billboard Top 200 album chart» en Estados Unidos.
El estilo de Walker no encajaba con Fleetwood Mac y fue despedido amistosamente y ya no participó en Mystery to Me.
Mystery to Me contenía la canción de Welch «Hypnotized». El áĺbum llegó al número 67 en Estados Unidos.

### El falso Fleetwood Mac y vuelta a Los Ángeles
Las tensiones internas causadas por los cambios de músicos, las giras y el derrumbamiento del matrimonio de Christine y John McVie, debilitaron a la banda.
El guitarrista Bob Weston tuvo una aventura con Jenny Boyd, que era la esposa de Mick Fleetwood. Mick quedó destrozado por la revelación de la aventura y despidió a Bob Weston. La tensión de Mick le hizo cancelar la gira en los Estados Unidos, que era su mercado más importante.
El representante de la banda Clifford Davis decidió no cancelar la gira y como decía que poseía el nombre Fleetwood Mac montó una banda que no tenía a ninguno de los músicos que habían encarnado a Fleetwood Mac hasta entonces.
Davis anunció que Welch y John McVie habían abandonado Fleetwood Mac y puso a girar la «falsa Mac» en Estados Unidos diciendo que Mick Fleetwood y Christine McVie se unirían a la banda más adelante.
Los miembros de Fleetwood Mac obtuvieron una orden judicial que prohibía la gira de la «falsa Mac». Los litigios derivados de la gira abortada pusieron fuera de servicio a la Fleetwood Mac real durante casi un año.
Durante este periodo Bob Welch permaneció en Los Ángeles y consultó con abogados. Pronto se dio cuenta de que estaban siendo descuidados por Warner Bros. y por Reprise Records. Llegó a la conclusión de que tendrían que cambiar su base de operaciones a Los Ángeles para obtener un mejor trato de Warner Bros. El promotor de conciertos Bill Graham escribió a Warner Bros. para convencerles de que los auténticos Fleetwood Mac eran Mick Fleetwood, Bob Welch, John McVie y Christine McVie. Aunque esto no terminó la batalla legal les permitió seguir grabando como Fleetwood Mac.
Los juzgados dictaminaron que el nombre Fleetwood Mac pertenecía a Mick Fleetwood y John McVie. Ellos crearon su propia empresa de gestión Seedy Management.

### ÁlbumHeroes Are Hard to Find
En 1974, y por primera vez en su historia, Fleetwood Mac tenía un único guitarrista, Bob Welch. El cuarteto de Welch, Mick Fleetwood, John McVie y Christine McVie eran la novena formación en los 7 años de la banda.
Warner Bros. firmó un nuevo contrato con la banda y lanzó el álbum Heroes Are Hard to Find en septiembre de 1974. El álbum llegó al número 34 en la lista USA Billboard 200.
La gira de Heroes Are Hard to Find fue la última de Welch. Las giras constantes habían hecho mella en él. Su matrimonio se derrumbaba y sintió que había llegado al límite de su creatividad con la banda.
Bob Welch abandonó Fleetwood Mac en diciembre de 1974 y fue reemplazado por Lindsey Buckingham y Stevie Nicks.
En los álbumes de Fleetwood Mac en los que participó Welch las ventas en Estados Unidos fueron de 500 000 unidades entre 1971 y 2000 para Future Games, 1 000 000 unidades de Bare Trees entre 1972 y 1988, y 500 000 unidades de Mystery to Me entre 1973 y 1976.

### Legado y litigios
La versión de Fleetwood Mac de Buckingham-Nicks consiguió el estatus de supergrupo con los álbumes Fleetwood Mac (1975) y Rumours (1977), que vendieron 5 millones y 19 millones en los Estados Unidos alcanzando el número 1 ambos.
Rumours vendió 40 millones de copias en todo el mundo y es uno de los más vendidos de la historia.
El álbum French Kiss (1977) de Bob Welch fue su único álbum de platino.
Su álbum Three Hearts (1979) fue disco de oro.
Mick Fleetwood siguió gestionando la carrera de Bob Welch en los ochenta. En 1994 Welch se querelló contra Fleetwood, John McVie, Christine McVie, el abogado de la banda Michael Shapiro y Warner Bros. Records por incumplimiento de contrato relacionado con la falta de pago de derechos de autor. En 1978 Welch y los tres miembros de la banda firmaron un contrato con Warner Bros. acordando un reparto equitativo de los derechos de autor de los álbumes de Fleetwood Mac. Welch alegó que Fleetwood y los McVie firmaron acuerdos posteriores con Warner Bros. que les proporcionaron mayores porcentajes sobre los derechos de autor.
El juicio por el incumplimiento de contrato se resolvió en 1996.

## Paris
En 1975 Welch formó la banda Paris, formada por Glenn Cornick (exbajista de Jethro Tull) y Thom Mooney (exbaterista de Todd Rundgren).
La banda Paris lanzó dos álbumes: Paris y Big Towne 2061.

## En solitario
En septiembre de 1977 Welch lanzó su primer álbum en solitario French Kiss , que era una colección de pop con participaciones de sus antiguos compañeros Mick Fleetwood y Christine McVie. Este lanzamiento fue el mayor éxito de Welch porque vendió un millón de copias hasta el 1 de mayo de 1978.
Contenía una versión actualizada de Sentimental Lady, Ebony Eyes y Hot Love, Cold World.
La canción Ebony Eyes fue un gran éxito. En ella combinaba el pop y el rock sinfónico. Contenía un riff pegadizo dentro de una estructura musical muy elaborada.
En 1979 lanzó el álbum Three Hearts que combinaba la fusión de rock y disco. Alcanzó el Disco de Oro el 23 de febrero de 1979 según la RIAA.
Presentó el programa de música Hollywood Heartbeat.
En los ochenta lanzó los álbumes en solitario The Other One, Man Overboard, Bob Welch, y Eye Contact con ventas decrecientes. También se convirtió en adicto a la heroína.
Después de desengancharse en 1986 abandonó las grabaciones y se centró en escribir canciones para otros, como Kenny Rogers, Sammy Hagar y The Pointer Sisters.
En los noventa se mudó a Phoenix, Arizona, donde montó un grupo llamado Avenue M, que tocaba con él en actuaciones y que grabó una canción para una compilación de grandes éxitos. Más tarde se mudó a Nashville, Tennessee.
En 1999 Welch lanzó un álbum de jazz experimental Bob Welch Looks at Bop. Continuó en 2003, con His Fleetwood Mac Years and Beyond, que contenía nuevas grabaciones de canciones que había grabado con Fleetwood Mac, y algunos éxitos en solitario. En 2006 lanzó His Fleetwood Mac Years and Beyond 2, que mezclaba media docena de nuevas composiciones con otras versiones de canciones de Fleetwood Mac o de su época en solitario.
Estuvo casado con Wendy Armistead Welch desde 1985.
La pareja residía en Nashville.

## Muerte
El 7 de junio de 2012 Welch se suicidó en su casa de Nashville hacia las  6:00AM. Su esposa le encontró con un disparo en el pecho autoinfligido. Había dejado una nota de suicidio. Welch fue operado de la columna vertebral 3 meses antes y según su esposa los médicos le habían dicho que no mejoraría. Él no quería que su esposa cuidara de un inválido.

## Discografía

### Álbumes

#### Head West
| Fecha | Álbum     | Estados Unidos | Reino Unido | Información adicional |
| ----- | --------- | -------------- | ----------- | --------------------- |
| 1970  | Head West |                | –           | –                     |

#### Fleetwood Mac
| Fecha lanzamiento        | Álbum                   | Estados Unidos | Reino Unido | Información adicional                                |
| ------------------------ | ----------------------- | -------------- | ----------- | ---------------------------------------------------- |
| 3 de septiembre de 1971  | Future Games            | 91             | –           | Âlbum de debut con Fleetwood Mac                     |
| marzo de 1972            | Bare Trees              | 70             | –           | Contiene la grabación original de "Sentimental Lady" |
| marzo de 1973            | Penguin                 | 49             | –           | –                                                    |
| 15 de octubre de 1973    | Mystery to Me           | 68             | –           | Contiene "Hypnotized", escrita por Welch             |
| 13 de septiembre de 1974 | Heroes Are Hard to Find | 34             | –           | Welch abandona Fleetwood Mac después de este álbum   |
| 24 de noviembre de 1992  | 25 Years – The Chain    | 34             | –           | Compilación                                          |

#### Paris
| Fecha de lanzamiento | Álbum           | Estados Unidos | Reino Unido | Información adicional |
| -------------------- | --------------- | -------------- | ----------- | --------------------- |
| enero de 1976        | Paris           | 103            | –           | –                     |
| agosto de 1976       | Big Towne, 2061 | 152            | –           | –                     |

#### En solitario
| Fecha lanzamiento        | Álbum                                      | Estados Unidos | Reino Unido | Información adicional |
| ------------------------ | ------------------------------------------ | -------------- | ----------- | --------------------- |
| noviembre de 1977        | French Kiss                                | 12             | –           | Disco de Platino      |
| febrero de 1979          | Three Hearts                               | 20             | –           | Disco de Oro          |
| noviembre de 1979        | The Other One                              | 105            | –           | –                     |
| septiembre de 1980       | Man Overboard                              | 162            | –           | –                     |
| octubre de 1981          | Bob Welch                                  | 201            | –           | –                     |
| junio de 1983            | Eye Contact                                | –              | –           | –                     |
| diciembre de 1991        | The Best of Bob Welch                      | –              | –           | –                     |
| 1994                     | Greatest Hits                              | –              | –           | –                     |
| 10 de septiembre de 1999 | Bob Welch Looks at Bop                     | –              | –           | –                     |
| 8 de julio de 2003       | His Fleetwood Mac Years & Beyond           | –              | –           | –                     |
| 10 de agosto de 2004     | Live at The Roxy                           | –              | –           | –                     |
| 28 de marzo de 2006      | His Fleetwood Mac Years and Beyond, Vol. 2 | –              | –           | –                     |

### Sencillos en solitario
- "Big Towne, 2061" / "Blue Robin" (1976).
- "Ebony Eyes" / "Outskirts" (1977).
- "Sentimental Lady" / "Hot Love, Cold World" (#8, 1977).
- "Ebony Eyes" / "Dancin' Eyes" (#14, 1978).
- "Hot Love, Cold World" / "Danchiva" (#31, 1978).
- "I Saw Her Standing There" / "Church" (1979).
- "Precious Love" / "Something Strong" (#19, 1979).
- "Church" / "Here Comes The Night" (#73, 1979).
- "Church" / "Don't Wait Too Long"
- "Three Hearts" / "Oh Jenny" (1979).
- "Rebel Rouser" / "Spanish Dancers" (1979).
- "Don't Let Me Fall" / "Oneonone" (1980).
- "Don't Rush The Good Things" / "Reason" (1980).
- "Those Days Are Gone" / "The Girl Can't Stop" (1980).
- "Two To Do" / "Imaginary Fool" (1981).
- "Sentimental Lady" / "Ebony Eyes" (1981).
- "Remember" / "You Can't Do That" (1982).
- "'Fever" / "Can't Hold Your Love Back" (1983).
- "Can't Hold Your Love Back" / "S.O.S." (1983).
- "I'll Dance Alone" / "Stay" (1983).

## Vídeos
Directo de «Ebony Eyes» con Stevie Nicks y Mick Fleetwood. Entrevista con Jeff Conaway BOB WELCH - Ebony Eyes LIVE (With Stevie Nicks & Mick Fleetwood) & Interview With Jeff Conaway. macneilhomevideo. Consultado el 14 de julio de 2012.
Videoclip de «Ebony Eyes» Bob Welch - Ebony Eyes. Rareclipz. Consultado el 14 de julio de 2012.